# São Félix do Tocantins
São Félix do Tocantins là một đô thị thuộc bang Tocantins, Brasil. Đô thị này có diện tích 1908,669 km², dân số năm 2007 là 1409 người, mật độ 0,74 người/km².